# おばんですいわて
『おばんですいわて』は、1997年4月1日より、岩手県内のNHK総合テレビジョンで平日の夕方に放送されているNHK盛岡放送局制作による『NHKニュース』のニュース情報番組である。前番組は『イブニングネットワークいわて』。
本項目では、関連番組として2024年4月7日より放送される『おばんですいわてサンデー』についても記述する。

## 概要
「おばんです」は東北弁で「こんばんは」の意味である。番組冒頭の挨拶の際も「こんばんは」の代わりに「おばんです」と言っている（「こんばんは」と標準語で冒頭で挨拶していた時期があったが、再び「おばんです」に戻されている。また、女性キャスターは「おばんでこざいます」と言っていた時期があるが、少なくとも2014年以降は男性キャスターと同様に「おばんです」となっている）。これは、宮城テレビ放送の『OH!バンデス』と同様である。
1997年3月に「イブニングネットワーク」が終了、翌4月からNHK各放送局ごとにローカル報道番組を開始することとなり、岩手県内の民放もニュース・情報番組を強化している中で立ち上げられた。初代キャスターには、広島放送局から異動したばかりの上原康樹アナウンサーが就任した。
他県のNHKでは同種の報道番組が苦戦、短期間で終了する例も見られる中、当番組はキャスターを入れ替えながら、2024年現在でも放送中である。現存するNHKの夕方の地域ニュース番組のタイトルでは首都圏局の『首都圏ネットワーク』、広島局の『お好みワイドひろしま』と並んで最も長い歴史を持つ。
2010年4月の番組リニューアルと同時に、副音声でアナウンスを聞き取りやすい速さにリアルタイムに変換して放送する「ゆっくり・はっきりサービス」を同年3月29日より開始した（デジタル放送では二ヶ国語放送マークで表記）。2010年秋以降は以前のモノラル放送に戻り、この副音声放送は行われなくなった。
2010年5月27日より気象情報がリニューアルされ、NHK首都圏『首都圏ネットワーク』の全国の天気予報のネット受けの代わりに岩手県の全市町村の天気をポイント予報で伝えるようになった（右には最低気温、最高気温も表示される）。流れはお天気カメラ（盛岡市）→天気図→全国のあすの天気と気温（最低→最高）→週間予報（東日本→西日本）→岩手県の天気予報（警報・注意報→津軽海峡と三陸沖の海上警報→あすの天気）である。
番組開始当初はニューススタジオを使用していたが、現在はテレビ第1スタジオから放送している（短縮放送時はニューススタジオ）。
2023年6月5日より、NHKプラスの「ご当地プラス（東北エリア）」において見逃し配信を開始した。
盛岡局の拠点がある盛岡周辺や沿岸部の話題は連日取り上げられるが、県北部や県南部(北上以南)には盛岡局の拠点がなく手薄になりがちなため、県内ケーブルテレビ局と連携したコーナーを設置するなどして、きめ細かい情報を伝えるようにしている。

## 放送時間
- 平日 18:10 - 18:59（JST）
  - 祝日・年末年始は休止で、祝日は18:45 - 18:59・年末年始は18:50 - 19:00に仙台局発の東北地方のニュース・気象情報を同時ネットする。
  - また、平日であってもお盆や上記以外の年末年始[注釈 1]は特別編成のため35分繰り下げ・短縮（18:45 - 18:59）して放送される場合がある[注釈 2]。その場合、小掛らレギュラー出演者は休演し、定時ニュース用のスタジオから盛岡局アナウンサーが1名で進行し、気象情報もアナウンサーにて読み上げられる[注釈 3]。
  - その他、全国放送の特設ニュースが組まれた時や国政選挙・岩手県知事選挙の選挙運動期間中の18時台に政見放送が編成される場合は短縮・休止となるか、特設ニュースや政見放送を挟んだ2部構成で放送される場合がある。
  - 2011年3月11日から5月6日までは、同年3月11日に発生した東日本大震災の影響で放送が休止された。この期間中は、18:45（3月28日 - 4月1日は18:40）から代替の県内ニュース・気象情報を放送した（3月11日を除く）。その後、5月9日に番組は再開されたが、6月10日までは18:10 - 18:30に『震災に負けない ゆうどきネットワーク』[注釈 4]を放送していたため18:30開始の短縮放送となっていた。

## 主なコーナー
【毎日】
- 県内のニュース
- 今日の東北（18:35頃） 東北の各放送局からのニュース・話題
- 気象情報
- はっぴーニュース　視聴者から寄せられた、嬉しいこと・楽しいこと・幸せに感じたことを紹介するコーナー

【月曜日 - 水曜日】
- 証言あの日あの時　東日本大震災が発生した3月11日。人々はどのように行動し、何を思うようになったのか。被災者の証言を公開するコーナー

【月曜日】
- いわスポ／VIVAグルージャ＜随時＞　小菅遥香キャスターが、県内のスポーツ情報や「グルージャ盛岡」情報を紹介するコーナー
- おでかけDiary

【火曜日】
- 市場だより　盛岡市中央卸売市場から、旬のおいしい食材を紹介するコーナー
- 食ハンターかなみ＜4週に1回＞　「食ハンター」こと佐藤香奈実キャスターが、県内各地の旬の食材、地元の隠れた名物、料理などを探して紹介するコーナー
- カメラマンリポート

【水曜日】
- おばん中継
- ビデオ便り

【木曜日】
- 生報告 被災地の今
- カメラマン 三陸を行く＜4週に1回＞
- あの日の私へ＜4週に1回＞
- ニュースの?（はてな）　ニュースや生活の中などで疑問に感じている事に分かりやすく解説するコーナー
- 気象ウォッチ＜4週に1回＞
- 週刊CATV（ケーブルテレビジョン）

【金曜日】
- はるカルチャー＜隔週＞　新井田はるかキャスターが、話題の本などを紹介するコーナー
- 輝（ひかる）インタビュー＜隔週＞　漆原輝アナウンサーが旬な人にインタビューするコーナー
- Weeklyいわて　一週間の県内ニュースをまとめて伝えるコーナー
- 週末ナビ

## 出演者
| 期間      | 期間      | メインキャスター                             | メインキャスター                             | キャスター                                | キャスター                                | リポーター          |
| 期間      | 期間      | 月 - 木                                      | 金                                           | 月 - 水                                   | 木・金                                    | リポーター          |
| --------- | --------- | -------------------------------------------- | -------------------------------------------- | ----------------------------------------- | ----------------------------------------- | ------------------- |
| 1997.4.1  | 1999.3.26 | 鈴木聡彦 阪本篤志                            | 鈴木聡彦 阪本篤志                            | 斎藤緑 小田島美砂子 上野香織里            | 斎藤緑 小田島美砂子 上野香織里            | （不在）            |
| 1999.3.29 | 2000.3.31 | 鈴木聡彦 阪本篤志 大坂敏久                   | 鈴木聡彦 阪本篤志 大坂敏久                   | 斎藤緑 小田島美砂子 上野香織里            | 斎藤緑 小田島美砂子 上野香織里            | （不在）            |
| 2000.4.3  | 2001.3.30 | 鈴木聡彦 阪本篤志 大坂敏久 一橋忠之          | 鈴木聡彦 阪本篤志 大坂敏久 一橋忠之          | 斎藤緑 小田島美砂子 上野香織里            | 斎藤緑 小田島美砂子 上野香織里            | （不在）            |
| 2001.4.2  | 2002.3.29 | 鈴木聡彦 阪本篤志 大坂敏久 一橋忠之 稲塚貴一 | 鈴木聡彦 阪本篤志 大坂敏久 一橋忠之 稲塚貴一 | 斎藤緑 小田島美砂子 上野香織里 村上由利子 | 斎藤緑 小田島美砂子 上野香織里 村上由利子 | （不在）            |
| 2002.4.1  | 2003.3.28 | 鈴木聡彦 阪本篤志 大坂敏久 一橋忠之 稲塚貴一 | 鈴木聡彦 阪本篤志 大坂敏久 一橋忠之 稲塚貴一 | 斎藤緑 小田島美砂子 上野香織里            | 斎藤緑 小田島美砂子 上野香織里            | （不在）            |
| 2003.3.31 | 2006.3.31 | 上原康樹                                     | 上原康樹                                     | 加藤由美子 佐々木陽子                     | 加藤由美子 佐々木陽子                     | （不在）            |
| 2006.4.3  | 2008.3.28 | 飯塚洋介                                     | 飯塚洋介                                     | 柴原紅                                    | 柴原紅                                    | 種村祐美子          |
| 2008.3.31 | 2009.3.27 | 比田美仁                                     | 比田美仁                                     | 柴原紅 五野上恵                           | 柴原紅 五野上恵                           | 佐々木梨沙          |
| 2009.3.30 | 2011.4.1  | 中山準之助                                   | 中山準之助                                   | 柴原紅 五野上恵                           | 柴原紅 五野上恵                           | 佐々木梨沙          |
| 2011.4.4  | 2012.3.30 | 中山準之助                                   | 中山準之助                                   | 村山絢香                                  | 村山絢香                                  | 佐藤香奈実          |
| 2012.4.2  | 2013.3.29 | 魚住優 酒匂飛翔                              | 魚住優 酒匂飛翔                              | 村山絢香 久保田祐子                       | 村山絢香 久保田祐子                       | 佐藤香奈実 小菅遥香 |
| 2013.4.1  | 2014.3.28 | 魚住優                                       | 魚住優                                       | 佐藤香奈実 新井田はるか                   | 佐藤香奈実 新井田はるか                   | （不在）            |
| 2014.3.31 | 2015.3.27 | 漆原輝                                       | 漆原輝                                       | 佐藤香奈実 新井田はるか                   | 佐藤香奈実 新井田はるか                   | （不在）            |
| 2015.3.30 | 2016.4.1  | 漆原輝                                       | 漆原輝                                       | 佐藤香奈実 伊藤彩                         | 佐藤香奈実 伊藤彩                         | （不在）            |
| 2016.4.4  | 2018.3.30 | 三好正人                                     | 三好正人                                     | 伊藤彩 渡邉真佑子                         | 伊藤彩 渡邉真佑子                         | （不在）            |
| 2018.4.2  | 2019.3.29 | 三好正人                                     | 三好正人                                     | 渡邉真佑子 伊藤歌純                       | 渡邉真佑子 伊藤歌純                       | （不在）            |
| 2019.4.1  | 2020.3.27 | 手嶌真吾 児林大介                            | 手嶌真吾 児林大介                            | 渡邉真佑子 伊藤歌純                       | 渡邉真佑子 伊藤歌純                       | （不在）            |
| 2020.3.30 | 2021.3.26 | 児林大介 大嶋貴志                            | 児林大介 大嶋貴志                            | 中條奈菜花 畠山彩子                       | 中條奈菜花 畠山彩子                       | 桐生阿由子          |
| 2021.3.29 | 2022.4.1  | 大嶋貴志                                     | 大嶋貴志                                     | 中條奈菜花 中嶋栞                         | 中條奈菜花 中嶋栞                         | 桐生阿由子          |
| 2022.4.4  | 2023.3.31 | 菅谷鈴夏                                     | 佐々木芳史                                   | 中條奈菜花 中嶋栞                         | 中條奈菜花 中嶋栞                         | 関根和子            |
| 2023.4.3  | 2024.3.29 | 菅谷鈴夏                                     | 菅谷鈴夏                                     | 中條奈菜花                                | 関根和子                                  | 川村もなみ          |
| 2024.4.1  | 2025.3.28 | 小掛雄太                                     | 小掛雄太                                     | 関根和子 渡辺あいみ                       | 関根和子 渡辺あいみ                       | 川村もなみ          |
| 2025.3.31 | 現在      | 小原和樹                                     | 黒澤太朗                                     | 渡辺あいみ 石塚綾乃                       | 渡辺あいみ 石塚綾乃                       | 田中愛乃            |

## エピソード
- 2003年5月26日の放送で、番組放送中の18:24頃に三陸南地震が発生。スタジオ内が激しく揺れる中、阪本は懸命に地震の第一報を伝えた[3]。その後、程なくして東京・放送センターからの全国向け臨時ニュースに切り替わったため、この日の当番組は18:27で打ち切り終了となった[4]。
- 2024年3月26日放送分では両親が岩手県遠野市出身で東日本大震災被災地支援イベントも積極的に行っているロックバンド「氣志團」の綾小路翔がインタビュー出演した[5][6][7]。綾小路は2006年12月31日にDJ OZMAとして出演した『第57回NHK紅白歌合戦』での演出トラブルが原因で長年にわたってNHKから事実上の出入り禁止状態となっていたため、地方局のローカル番組ではあるが、約18年ぶりに同局の番組に出演したことになった[6]。

## おばんですいわてサンデー
2024年度から日曜の18:45 - 18:59に放送される本番組の日曜版。同年3月まで放送された「岩手ぜんぶ推し！」後半のニュースコーナーを延長する形で開始した。平日版と異なり、報道スタジオから盛岡局のアナウンサー1人で担当する。
後半は平日版で過去に放送した企画コーナーなどを再放送する。

### 放送時間
- 日曜日：18:45 - 18:59（JST）
  - 18:53 - 18:55の東京からの全国の気象情報はネットしていない[8]。

## おばんですいわてサタデー
2025年度から土曜の18:45 - 18:59に放送される本番組の土曜版。同年3月まで放送された「Iwateen」後半のニュースコーナーを延長する形で開始される。

### 放送時間
- 土曜日：18:45 - 18:59（JST）
  - 18:53 - 18:55の東京からの全国の気象情報は日曜版同様ネットされない[9]。